# Andard
Andard ist eine Ortschaft und eine Commune déléguée in der französischen Gemeinde Loire-Authion mit 3.049 Einwohnern (Stand 1. Januar 2022) im Département Maine-et-Loire in der Region Pays de la Loire. Die Einwohner werden Andardais genannt.
Mit Wirkung vom 1. Januar 2016 wurden die Gemeinden Andard, Bauné, La Bohalle, Brain-sur-l’Authion, Corné,  La Daguenière und Saint-Mathurin-sur-Loire zu einer Commune nouvelle mit dem Namen Loire-Authion zusammengelegt. Die Gemeinde Andard gehörte zum Arrondissement Angers und zum Kanton Angers-7.

## Lage
Der Ort Andard liegt im Regionalen Naturpark Loire-Anjou-Touraine am Fluss Authion, elf Kilometer östlich der Innenstadt von Angers.

## Bevölkerungsentwicklung
| Jahr                       | 1962 | 1968 | 1975 | 1982 | 1990 | 1999 | 2006 | 2013 |
| -------------------------- | ---- | ---- | ---- | ---- | ---- | ---- | ---- | ---- |
| Einwohner                  | 1016 | 1024 | 1261 | 1758 | 2085 | 2184 | 2414 | 2511 |
| Quellen: Cassini und INSEE |      |      |      |      |      |      |      |      |

## Sehenswürdigkeiten
- Kirche Saint-Symphorien aus dem 11./12. Jahrhundert, Umbauten aus dem 19. Jahrhundert, Monument historique seit 1957

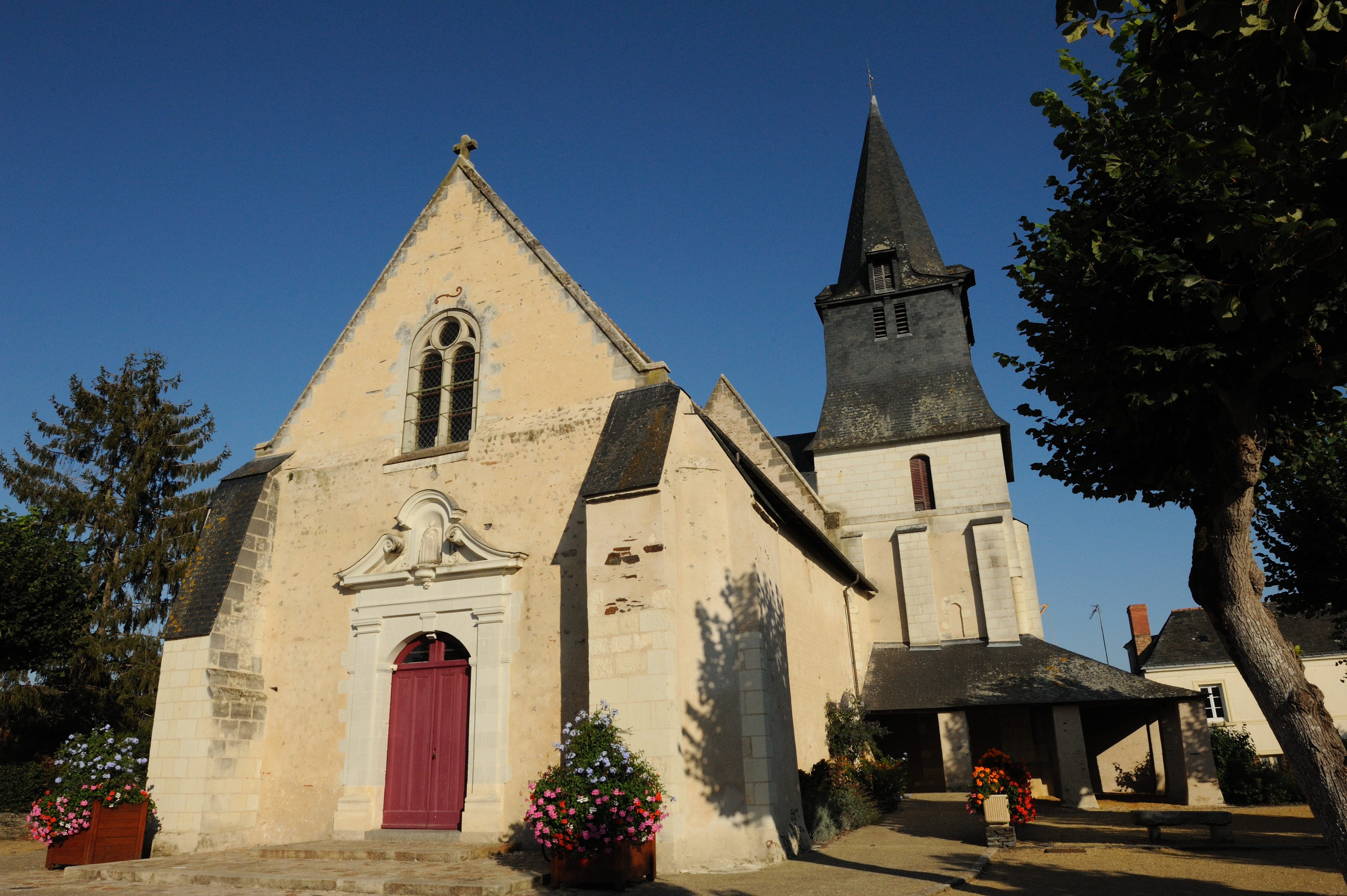
Kirche Saint-Symphorien
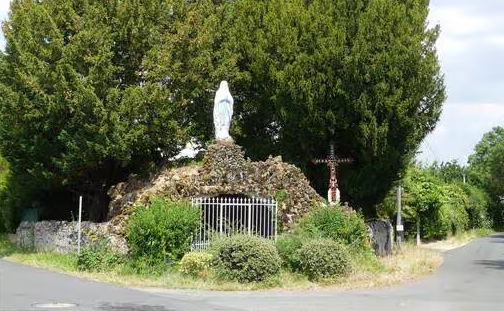
Replik einer Lourdes-Grotte